# Romul
Romul (latinski: Romulus;  Alba Longa, 24. ožujka 771. pr. Kr.:I, 1. – Rim, 5. ili 7. srpnja 716. pr. Kr.:I, 2.) je, uz brata Rema, prema legendi bio osnivač grada Rima, te jedan od sedmorice rimskih kraljeva. Vladao je Rimom od 753. pr. Kr. do 715. pr. Kr.
Jedan je od najvažnijih likova mitologije starih Rimljana. Sin je boga Marsa i Reje Silvije, koja je bila kći kralja Albe Longe,:I, 1. Numitora. Prije začeća Numitora je s trona zbacio njegov brat Amulije, koji mu je ubio sina, a kćer Reu natjerao da ode u Vestalke. Rea se svidjela bogu rata Marsu, te je on s njom dobio blizance. U strahu od Amulija Rea je blizance pustila u košari niz rijeku Tiber. Samim čudom, kako navodi rimska mitologija, nisu se utopili u rijeci već su doplutali do obale. Ondje ih pronalazi i doji vučica. Nakon nekog vremena pronalazi ih pastir Faustul koji ih odgaja kao svoje sinove. Nisu bili svjesni svog podrijetla, ali su bili rođeni vođe te su stekli mnogo sljedbenika. Kada su saznali tko su i odakle su, ubijaju Amulija te na prijestolje vraćaju Numitora. Nisu čekali njegovu smrt da dobiju Albu, već su odlučili sagraditi novi grad. 
Romul je htio osnovati grad na brežuljku Palatinu, a Rem na Aventinu. Prema proročanstvu, onaj koji bude vidio više ptica sagradit će grad. Bogovi su bili naklonjeniji Romulu te je on vidio više ptica. Uzeo je plug i zaorao brazdu oko Palatina te tako naznačio da će tu biti zidine. Rem je preskočio brazdu i porušio je. Romul ga ja ubio i pritom rekao:"Ovako će nastradati svi koji se usude prijeći zidine Rima."  Ondje Romul osniva Senat i prve legije. Novi grad je brzo rastao i napučio se, samo što nije bilo žena. To dovodi do poznate epizode iz rimske povijesti, tzv. Otmice Sabinjanki. Proširio je grad na 4 brežuljka (Kapitol, Aventin, Celij, Kvirinal) te nagovijestio buduću dominaciju novorođene supersile. Njegov nestanak s povijesne pozornice nije razjašnjen niti se zna kako je umro. Poslije se u legendama govorilo kako je uzašao na nebo.